# تيد يرد ستاد
تيد يرد ستاد  (بالسويدية: Ted Gärdestad)‏(18 شباط 1956م بلدية سولنتونا، السويد - 22 حزيران 1997م بلدية سولنتونا) وهو مغني وملحن وعازف غيتار وبيانو سويدي. ولد تيد يرد ستاد في بلدية سولنتونا الواقعة خارج مدينة ستوكهولم في 18 شباط من سنة 1956 وكان تيد أصغر أشقائه الثلاثة كجيل ولد في سنة 1944 وكينيث ولد في سنة 1948. توفي تيد يردستاد منتحرا بعدما ألقى بنفسه أمام أحد القطارات واضعا بذلك نهاية لمسيرة حياته وتعد أغنية Himlen är oskyldigt blå من أشهر أغنياته

## ألبومات الاستوديو
1. دواعي القلق (Undringar) في سنة 1972
2. تيد (Ted) في سنة 1973
3. مزحة (Upptåg) في سنة 1974
4. بطاقات فرنسية (Franska kort) في سنة 1976
5. الجزر العذراء الزرقاء (Blue Virgin Isles) في سنة 1978
6. إنذار بوقوع العاصفة (Stormvarning) في سنة 1981
7. وأخيرا على الطريق (Äntligen på väg) في سنة 1994

## أغنياته
1. أنا اريد ان أملك قمري (Jag vill ha en egen måne) في سنة 1972
2. ساقبض على ملاك (Jag ska fånga en ängel) في سنة 1973
3. الشمس، الريح والماء (Sol, vind och vatten) في سنة 1973
4. برج إيفل (Eiffeltornet) في سنة 1974
5. أنجيلا (Angela) في سنة 1976
6. من أجل الحب (För kärlekens skull) في سنة 1993

## روابط خارجية
- تيد يرد ستاد على موقع IMDb (الإنجليزية)
- تيد يرد ستاد على موقع ميوزك برينز (الإنجليزية)
- تيد يرد ستاد على موقع قاعدة بيانات الأفلام السويدية (السويدية)
- تيد يرد ستاد على موقع أول ميوزيك (الإنجليزية)
- تيد يرد ستاد على موقع ديسكوغز (الإنجليزية)
- تيد يرد ستاد على موقع قاعدة بيانات الفيلم (الإنجليزية)